# 三明治节
《三明治节》（英語：Sandwich Day）是美国情景喜剧《我为喜剧狂》第2季的第14集，也是整个剧集的第35集。由本季的执行制片人之一罗伯特·卡洛克和助理执行制片人之一 杰克·布迪特编剧，制片人之一唐·斯卡迪诺执导。本集节目于2008年5月1日通过全国广播公司在美国首播，客串出演的演员包括布萊恩·丹內利、比尔·奎考斯基（Bill Cwikowski）、马塞林·休格特（Marceline Hugot）、约翰尼·梅（Johnnie May）、杰森·苏戴奇斯、米利安·托兰（Miriam Tolan）和雷普·汤恩。
在这一集里，全国广播公司喜剧小品《与崔西·乔丹》的工作人员迎来了一年一度的“三明治节”，首席编剧丽兹·莱蒙因自己的三明治被人吃了而大为光火，崔西·乔丹（Tracy Jordan，崔西·摩根饰）、简娜·玛隆妮（Jenna Maroney，简·科拉克斯基饰）和一众编剧于是只好和一群卡车司机展开喝酒比赛，试图给顶头上司赢回一个三明治。丽兹接到前男友弗洛伊德的电话，对方提出想在她家过夜。失去副总裁职位的杰克·唐纳吉心中无法平静，开始重新考虑是否还要继续呆在通用电气公司工作。

## 剧情
全国广播公司电视节目《与崔西·乔丹》的剧组成员们迎来了一年一度的三明治节。由米奇·J领头的卡车司机工会带来了从布鲁克林区一家不知名意大利熟食店买来的“秘密”三明治。一众编剧把首席编剧丽兹·莱蒙（Liz Lemon，蒂娜·菲饰）的三明治也吃了，对此她大为光火，威胁要大肆报复。众人恐慌之下只好在女演员简娜·玛隆妮等人协助下与众卡车司机们开始一场喝酒比赛，试图为丽兹再赢到一个新的三明治。
之前在《裂缝》中与丽兹分手的弗洛伊德·德巴伯来纽约谈生意，他打电话给丽兹问起能否收留自己一晚。丽兹希望两人能够重归于好，但最终弗洛伊德还是回家了，两人同意以后继续做朋友。
杰克·唐纳吉（Jack Donaghy，亚历克·鲍德温饰）失去了原本通用电气副总裁的工作，从原来的52楼下到12楼上班，他对此耿耿于怀，之后决定前往哥伦比亚特区，担任新任“国土安全危机和气象管理主任”。

## 制作
《三明治节》主要是在2008年4月1日拍摄的，这是杰克·布迪特和罗伯特·卡洛克第七次担任《我为喜剧狂》的编剧，也是唐·斯卡迪诺第十二次出任本剧集的导演。
在本集节目中扮演弗洛伊德·德巴伯一角的男演员杰森·苏戴奇斯曾是全国广播公司每周一期喜剧小品《周六夜现场》中的主要演员，蒂娜·菲曾于1999至2006年担任该节目的首席编剧，并且和崔西·摩根均曾是该节目的主要演员。亚历克·鲍德温也曾16次担任《周六夜现场》主持人，创下了担任该节目主持人次数的新纪录。除此以外还有多位《周六夜现场》的演员都参加了《我为喜剧狂》的演出。比如已经长期和菲合作过的瑞秋·德拉彻本是扮演简娜·玛隆妮一角的初定人选，并已在节目起初拍摄的试播集中出演了这一角色。但到了2006年8月，执行制片人洛恩·迈克尔斯宣布简娜一角将另选演员出演，但德拉彻还是会在之前的多集节目中以不同的身份登场。在最后播出的这集试播集中，她以《女生秀》养猫人的身份出镜。同月晚些时候，全国广播公司宣布已由简·科拉克斯基取代德拉彻出演简娜一角，此外德拉彻还将在之后播出的《C开头的那个词》中诠释这个养猫人角色。在《后果》中，她扮演了一个名叫玛丽娅（Maria）的女佣，丽兹发现她被锁在一艘游艇的衣柜里。在《杰克遇上丹尼斯》里，德拉彻饰演了女演员伊丽莎白·泰勒。《崔西演柯南》中德拉彻出演的是崔西·乔丹出现幻觉时所看到的一个全身穿上臃肿蓝色服装的人，被称为“小蓝人”。在《分手》中，她诠释了帕梅拉·斯缪，是崔西和图弗之间的一位灵敏度训练治疗师成员。而到了《幼儿节目》中，德拉彻扮演了一位名叫格丽塔的女子，听说丽兹·莱蒙想怀个孩子后表示自己愿意做她的代孕母亲，在《熬夜》里，她饰演的是杰克喝醉后叫来的一个妓女。而《恶战》中，德拉彻诠释的是电视台大楼前引领抗议示威的一名领袖玛尔莎·布兰奇。此外还有弗莱德·阿米森、克里斯汀·韦格、威尔·福特、莫莉·香侬、霍拉提奥·桑斯、简·霍克斯和克里斯·帕内尔等。本集节目也是女演员约翰尼·梅的第二次出镜，她曾在第一季的第7集《崔西演柯南》中饰演护士，为打算献血的丽兹·莱蒙服务。在这一集里，她扮演的是一位拒绝丽兹通过安检的机场工作人员，因为后者身上带着三明治节的三明治，并且蘸酱含量“超过三盎司”。

## 反响
《三明治节》在美国首播时段平均吸引了540万户家庭收看，在18至49岁年龄段人群中收获了2.6 / 7的收视率，这个2.6指的是全美所有该年龄段人群的2.6%，7则是当时有看电视这一年龄段观众群的7%。
网站的罗伯特·坎宁（Robert Canning）称这集节目“被证明是以绝对优势胜出”。他列举了片中包括在机场安检处吃完一整个三明治在内的多个情节，称赞《三明治节》绝对是编剧大罢工后的一集表现突出的节目。《电视指南》的艾琳·福克斯（Erin Fox）称“这集里那些次要的故事情节大概是最有趣的了”。不过，《娱乐周刊》的杰夫·拉布雷克（Jeff Labrecque）对本集节目评价不佳，称其表现让自己感到恶心，是《我为喜剧狂》中“薄弱的一环”。